# Дойранське озеро
До́йранське озеро (грец. λίμνη Δοϊράνη, мак. Дојранско Езеро) також озеро До́йран — озеро тектонічного походження площею 43,1 км² на кордоні Північної Македонії (27,3 км²) і Греції (15,8 км²).
На північному березі озера знаходиться гірничий масив Бєласіца. У озера округла форма, максимальна глибина 10 м, довжина з півдня на північ — 8,9 км і 7,1 км завширшки. Це третє за розміром озеро в Македонії після Охридського озера і озера Преспа. Озеро утворилося в четвертинний період і має тектонічно-вулканічне походження.
В озеро впадає річка Сурловська і річка Ханджа, що стікають з гір Бєласіци, а витікає річка Гьола, що впадає в річку Вардар.
В озері мешкає 16 видів риб. Водяний ліс «Мурія» занесений до переліку «природних пам'ятників», а також, разом з невеликою частиною (200 га) озера Дойран, висунутий кандидатом для включення в мережу ЄС «Натура — 2000».
На озері з боку Північної Македонії розташовані села Стар-Дойран, Нов-Дойран, Сретеново і Ніколікь, а з грецького боку — село Дойрані (грец. Δοϊράνη).
Останнім часом спостерігається зменшення об'єму води в озері через перевитрату води в сільськогосподарських цілях. Так, з 262 млн м³ в 1988 році його об'єм зменьшився до 80 млн м³ в 2000 році, що стало причиною зникнення близько 140 видів флори та фауни.